# Los Angeles Lakers
A Los Angeles Lakers Los Angeles és a világ egyik legismertebb profi kosárlabdacsapata, amely az NBA-ben szerepel. A csapat a Nyugati Konferencia, Csendes-óceáni csoportjában található. Tizenhétszeres bajnok, a 2019–20-as szezon győztese.
A Lakers hazai mérkőzéseit a Crypto.com Arenában játssza, amely otthont ad az NHL-ben játszó Los Angeles Kingsnek és a WNBA-ben szereplő Los Angeles Sparksnak is.
A Forbes Magazin 2019-es értékrangsora alapján az NBA második legdrágább kosárlabda klubja a Los Angeles Lakers, amelynek becsült értéke 3,3 milliárd dollár.
A Lakers tartja az NBA történetének a leghosszabb győzelmi sorozatát (33 nyert mérkőzés), amit a csapat az 1971–72-es szezonban ért el.

## Története

### A kezdetek és a Minneapolisi dinasztia
A franchise kezdete 1947-re nyúlik vissza, amikor is az NBL ligában megszűnt Detroit Gems csapata a tízezer tó földjére, Minnesota államba költözött, itt vette fel a csapat a Lakers nevet és már a legelső évükben megnyerték a BAA-ligát.
A csapat még ebben az évben otthagyta a BAA bajnokságát, a két éve alakult NBA kedvéért. 
A siker az NBA-ben sem maradt el, a horvát származású George Mikan, a 208 cm magas, 111 kg-os középjátékos új irányt szabott a centerjáték fejlődésének, rendkívül ponterősen és sok lepattanót szedve játszott.
A Lakers George Mikan vezetésével Vern Mikkelsen, Jim Pollard és Slater Martin támogatásával kétszer egymás után elnyerték az NBA-bajnoki címét (1949, 1950), majd egy év kihagyással sorozatban három alkalommal lettek bajnokok (1952, 1953, 1954).
A csapat történetében a következő meghatározó játékos az 1958-as NBA drafton 1/1-esként kiválasztott bedobó Elgin Baylor lett, akivel a Lakers már a legelső évben az 1958-59-es szezonban bejutott az NBA-döntőjébe, ám ott alulmaradt a címvédő Boston Celtics csapatával szemben.

### Los Angeles: Az ezüstkorszak és a Wilt Chamberlain-éra
A Lakers az 1959-1960-as szezon után költözött Minneapolisból Los Angeles városába.
Nem sokkal a költözés előtt az 1960-as draft előkelő 1/2-es helyén választotta ki a Lakers a hátvéd Jerry Westet, aki a fiatal Elgin Baylor mellé kiváló választásnak bizonyult.
A tehetséges Baylor-West duó 1968-ig összesen ötször juttatta be az NBA döntőjébe a Lakers csapatát, azonban a végső sikerhez, nagyon hiányzott egy kiemelkedő képességű középjátékos, aki felvehette volna a küzdelmet Bill Russel centermunkájával szemben, így a Lakers 1968-ig az NBA-döntőjében ötször vesztett a Boston Celtics ellen.
1968-as idény után érkezett a csapathoz a már akkoriban is NBA-legendának számító center, Wilt Chamberlain. Chamberlain érkezése ellenére sem 1969-ben, sem 1970-ben nem sikerült a végső győzelem, de 1972-ben minden korábbi sikertelenségért visszavágott a Lakers, ugyan Elgin Baylor ekkor már térdsérülésekkel bajlódott, de a Chamberlain–West duó és a ponterős Gail Goodrich hátvéd főszereplésével 1971/72-es szezonban a Lakers sorozatban 33 mérkőzést nyert, mely azóta is az NBA történetének a leghosszabb győzelmi sorozata. A Lakers a rájátszásban is visszavágott a korábbi évek sérelmeiért a riválisoknak és végül az NBA-döntőjében összesítésben 4-1-gyel diadalmaskodott a New York Knicks felett.
Az arany után a végállomást az 1973-as szezon döntője jelentette, ahol a New York Knicks csapatától elszenvedett vereség után Wilt Chamberlain visszavonult.

### Showtime

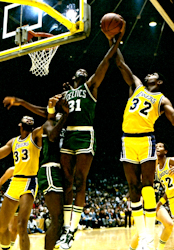
Egy jellemző kép a 80-as évekből: Lakers-Celtics döntő

A következő sikerszéria kulcsembere az 1975-ben a Milwaukee Bucks csapatából érkezett 218 cm magas Kareem Abdul-Jabbar center, valamint az 1979-es NBA-draft első számú kiválasztottja a 206 cm magas irányító, Earvin Magic Johnson volt.
A Lakers már Magic újonc évében bekerült az NBA-döntőjébe, ahol a Lakers 3-2-es vezetést szerzett a Philadelphia Sixers elleni fináléban, Kareem Abdul-Jabbar azonban komolyabb bokasérülést szenvedett az ötödik találkozón, így a hatodik összecsapáson nem tudott részt venni. Magic Johnson a hatodik meccsen hátvédként, csatárként és centerként is játszott bizonyos szakaszokban, végül 42 ponttal, 15 pattanóval és 7 gólpasszal vezette bajnoki címig az együttest, így a döntő legértékesebb játékosának választották.
A fenti történeten túl a gyors támadásokra és a látványos passzokra épülő kosárlabdát játszó gárda a nyolcvanas évek emblematikus csapata lett. A „Showtime” Lakers az első alkalommal Paul Westhead, majd Pat Riley vezetésével az Kareem Abdul-Jabbar, Magic Johnson, James Worthy, Bryon Scott, Michael Cooper és Jaamal Wilkes főszereplésével alkotta csapat összesen öt ízben tudott bajnok lenni a nyolcvanas években (1980, 1982, 1985 1987, 1988). 
A sikeresen megvívott döntők mellett négyszer vereséget szenvedtek a siker kapujában, melynek egyik legemlékezetesebb momentuma az 1991-es volt, amikor a Magic Johnson vezette Lakers, végül a sikerre éhes Michael Jordan és csapata a Chicago Bulls ellen maradt alul az NBA-döntőjében.

### A Kobe Bryant-éra
A fiatal dobóhátvéd Kobe Bryant megszerzése, valamint a tehetséges és gyors center Shaquille O’Neal szerződtetése új korszak kezdetét jelentette a Lakersnél 1996-ban.
A bajnoki aranygyűrűhöz a hajdani Chicago Bulls sztáredzője Phil Jackson kellett, valamint olyan kiegészítő emberek, mint Glen Rice, Derek Fisher, Robert Horry és Rick Fox.
A domináns Shaquille O’Neal és a tehetséges Kobe Bryant vezetésével három egymást követő évben NBA-bajnoki címig vezette a Los Angeles Lakers csapatát (2000, 2001, 2002). 
A 2003-2004-es esztendőre szerződtették a Utah Jazz és a Milwaukee Bucks veterán vezéreit, a 40 éves magas bedobó Karl Malonet és a 35 éves Gary Payton irányítót, akik egyértelműen az aranygyűrűért jöttek a Lakersbe, viszont a 2004-es NBA-döntőben ez is kevésnek bizonyult a Detroit Pistons csapatával szemben.
A nyáron a csapatból ennek következményeként indulatoktól sem mentesen távozott Shaquille O’Neal, Derek Fisher, valamint Gary Payton. Karl Malone 2005 elején jelentette be a visszavonulását.
A Lakers egyedüli vezére Kobe Bryant lett, akinek egyéni sikerein és a 2006. januári 81 pontos mérkőzése ellenére 2008 februárjáig kellett várnia, hogy méltó társat kapjon a spanyol származású magas bedobó Pau Gasol személyében.
Az átigazolás rövid időn belül jó döntésnek bizonyult, hiszen Kobe Bryant és Pau Gasol a 2008-as rájátszásban az NBA-döntőig vezette a csapatot. A hatmérkőzéses döntőt azonban elvesztették a rivális Boston Celtics csapatával szemben.
A következő két évben, azonban sikerült Kobe Bryant irányításával a Lakersnek a csúcsra jutni, 2009-ben 4–1-gyel zárták az NBA-döntőjét az Orlando Magic ellen, míg 2010 júniusában a nagy rivális Boston Celtics csapatát múlták felül hét mérkőzés során a döntőben.
A duplázáson (2009, 2010) túl nem jött össze a további győzelem, bár a csapat részéről voltak próbálkozások további sztárjátékosok megszerzésére, de a sikerek elmaradtak.
Kobe Bryant érdemi karrierjét a 2013-as Achilles-szakadása zárta le, melyből ugyan vissza tudott térni, de játéka már nem volt ugyanaz, mint korábban.
Huszadik szezonjának kezdetén egy versben jelentette be, hogy ez lesz az utolsó NBA-szezonja.
2016. április 13-án a Utah Jazz ellen lépett utoljára pályára. Búcsúmeccsén elképesztő 60 pontot dobott.

### A LeBron James-éra

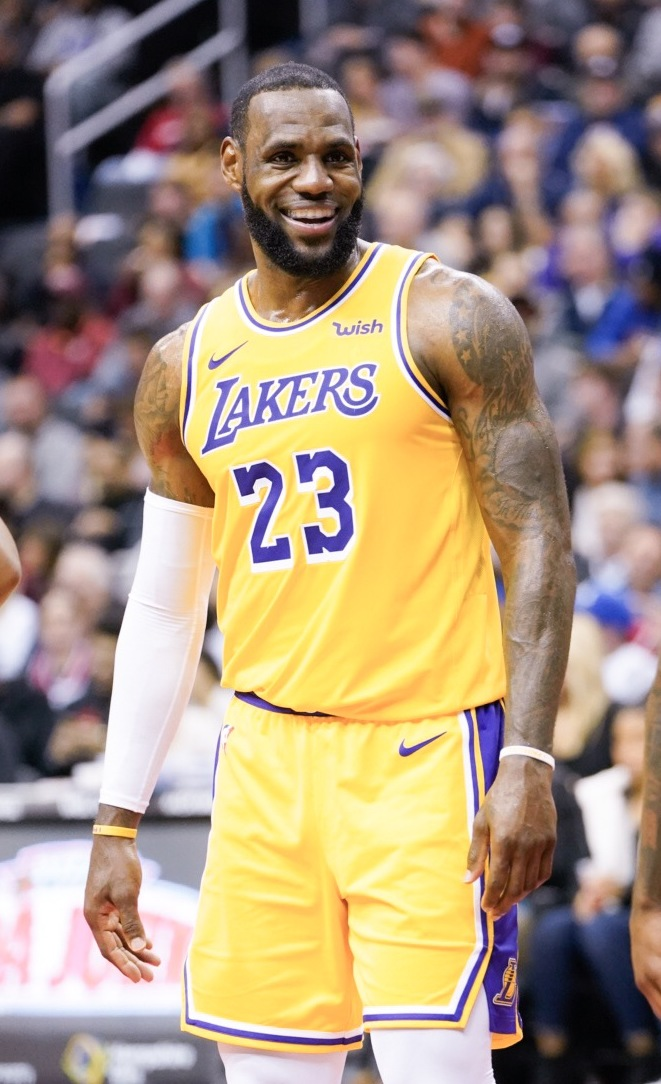
LeBron James a Lakers játékosaként 2018 végén

LeBron James, miután távozott a Cleveland Cavaliers együttesétől, 2018 július másodikán négyéves szerződést kötött a Los Angeles Lakers csapatával.
A Lakers 2018-19-es szezonja kezdetben eredményesen indult, a jórészt veterán és fiatal játékosokból álló csapat számára, ám a címvédő Golden State Warriors elleni karácsonyi mérkőzésen megsérült LeBron James, így a kiélezett nyugati versengés és a csapat eredménytelensége miatt csakhamar el is úszott a rájátszás lehetősége.
A 2018-19-es szezon sikertelensége okán a csapat a három fiatal játékosát Josh Hartot, Lonzo Ballt, Brandon Ingramet, továbbá három első körös draft cetlit küldött a New Orleans Pelicans csapatához, ahonnan cserébe a képzett magasember, Anthony Davis érkezett az arany-lila gárdához.
A 2019-20-as szezon jól indult, a Lakers hamar a nyugati főcsoport élére állt, ám Kobe Bryant január 26.-án bekövetkezett váratlan halála megviselte mind a játékosokat, mind a szurkolókat, így még a házi rangadónak számító Los Angeles Clippers elleni alapszakasz-mérkőzést is el kellett halasztani.
Március 12.-én, azután, hogy pozitív lett a Utah Jazz centerének, Rudy Gobertnek a koronavírus tesztje, az NBA azonnali hatállyal felfüggesztette a szezont, melynek újranidulására, vagyis a szezon folytatására egészen július végéig kellett várni.
Az egész tornának az Orlando városánál található Disneyland adott otthont, amely buborékként, vagy ha úgy tetszik, óriáskaranténként funkcionált a játékosok egészségének a megőrzése céljából.
A nehézségek és az újraindulás ellenére a Lakers együttese nyerte az alapszakaszra vonatkozóan a nyugati főcsoportot, majd a rájátszásban mindhárom fordulóban, 4-1-gyel diadalmaskodott a nyugati riválisok felett, hogy aztán az NBA-döntőjében összesítésben 4-2-vel múlja felül a Miami Heat csapatát.

## Riválisok

### Boston Celtics
Az NBA történetének két legpatinásabb klubja a keleti konferenciában található Boston Celtics és a nyugati konferenciában található Los Angeles Lakers között zajló mérkőzések, illetve NBA-döntők nagy tradícióval és óriási médiaérdeklődéssel bírnak.
Az 1959-es és 1969-es szezon között a két csapat összesen hétszer találkozott NBA döntőjében, melyet mind a hétszer a Boston Celtics nyert meg (1959, 1962, 1963, 1965, 1966, 1968, 1969), igaz két esetben csupán a mindent eldöntő 7. mérkőzés (1966, 1969) döntött a bajnoki cím sorsáról.
A versengés a nyolcvanas évek közepétől folytatódott, amikor is összesen kétszer diadalmaskodott a Lakers (1985, 1987), míg egyszer a Celtics (1984).
A nyolcvanas évek és a csapatok ikonjainak számító sztár játékosok, Magic Johnson és Larry Bird „párharca” a korszak meghatározó eseménye volt.
A versengés újjáéledt a kétezres évek végén, amikor is 2008-ban a Boston Celtics „nagy hármasával” szemben maradt alul a döntőben a Kobe Bryant vezette Los Angeles Lakers 4-2-vel, ám a 2010-es fináléban, mindent eldöntő hetedik mérkőzésen tudott diadalmaskodni a Los Angeles Lakers.
A két csapat nyerte el legtöbbször az NBA bajnoki címét, mind a Boston Celtics, mind a Los Angeles Lakers 17 alkalommal. Együtt a két csapat 34 bajnoki címet számlál.

### Los Angeles Clippers
A Los Angeles Lakers és a Los Angeles Clippers közötti rivalizálás egyedülálló, hiszen hazai mérkőzéseit mind a két csapat a Los Angeles belvárosához közel található Crypto.com Arenában (korábban: Staples Center) arénában játssza 1999 óta, igaz a helyzet rövidesen változhat, ugyanis tervbe van a Los Angeles Clippers csapatának költözése Los Angeles Ingelwood városrészébe a 2020-as évek elején.
Két NBA csapat városon belüli elhelyezkedése és az ezzel járó rivalizálás, viszont nem egyedülálló, hiszen New York városa is két franchise-nak ad otthont, egyik a nagy múltú New York Knicks, míg a másik a Brooklyn Nets csapata.

## A csapatnév eredete
Los Angeles térségére sok minden jellemző, de a sok-sok apró kis tavacska jelenléte éppenséggel nem. Természetesen nem is Kaliforniában ragadt rá a Lakers (lake=tó) név, hanem még Minneapolisban. Minnesota szövetségi állam közkeletű beceneve „a tízezer tó földje”, hiszen arrafelé valóban csak a kisebb-nagyobb szigetek szakítják meg az egységes vízfelületet. A tóvidék lelkes kirándulói, valamint a tavacskákon közlekedő, sekély merülésű kis hajócskák egyaránt a lakers névre hallgatnak. Az átköltözés után – meglepetésre – tovább élt a Lakers csapatnév. Így lett a tó nélküli Los Angeles a vízi életre utaló kosárklub otthona.

## A csapat címere és a mezei
A Lakers színkombinációja a püspöklila az arany és a fehér.
A csapat címere a „Los Angeles Lakers” névből áll, ami püspöklilával van felírva egy aranyszínű kosárlabda elé.
A Lakers tradicionális viselete a püspöklila színű mez és nadrág, amelyet az idegenben való pályára lépés esetén öltötték magukra a Lakers játékosai. Ugyancsak hagyományos viseletnek számít az aranyszínű ruha, melyet a hazai mérkőzések esetén viseltek. A csapat a 2000-es évektől abban az esetben viselt fehér mezt, hogyha vasárnap léptek pályára, illetve, ha a mérkőzés időpontjában ünnep volt (például karácsony).
A 2013-2014-es szezon elején egy "Hollywood Nights" elnevezésű mez került forgalomba, amely fekete színű, oldalt sárga csíkkal és a feliratok szintén sárgával szegélyezve püspöklila színűek.
A 2017-2018-as szezon kezdetén az új gyártó érkezésével megváltozott a korábbi elnevezése a mez és nadrág típusoknak, így az aranysárga egy szóval "Icon" lett, a püspöklila a "Statement" nevet kapta, míg a fehér az "Association" elnevezést.

## Rekordok
A csapat 17 alkalommal nyerte meg az NBA bajnoki címét, míg 32 alkalommal nyerte meg a nyugati főcsoportot (mely cím biztosítja az NBA-döntőjében való részvételt).
A nyolcvanas években 1982 és 1985 között sorozatban négyszer jutott be a Lakers az NBA-döntőjébe.
A csapat történetének legjobb mérlegét az 1971–72-es szezonban érte el 63 győzelemmel és 13 vereséggel, míg legrosszabb mérlegét a 2015–2016-os évadban, 17 győzelemmel és 65 vereséggel.

## Hazai arénák
- Minneapolis Auditorium (1947–1959)
- Minneapolis Armory (1959–1960) (a csapat néhány meccset a későbbiekben is játszott az Auditoriumban; illetve néhányat, ugyancsak az 1959–60-as szezonban a St. Paul Auditoriumban játszott.)
- Los Angeles Memorial Sports Arena (1960–1967)
- The Forum (ismertebb nevén Nagy Nyugati Fórum 1988–1999) (1967–1999)
- Crypto.com Arena (korábban: Staples Center, 1999-től napjainkig)

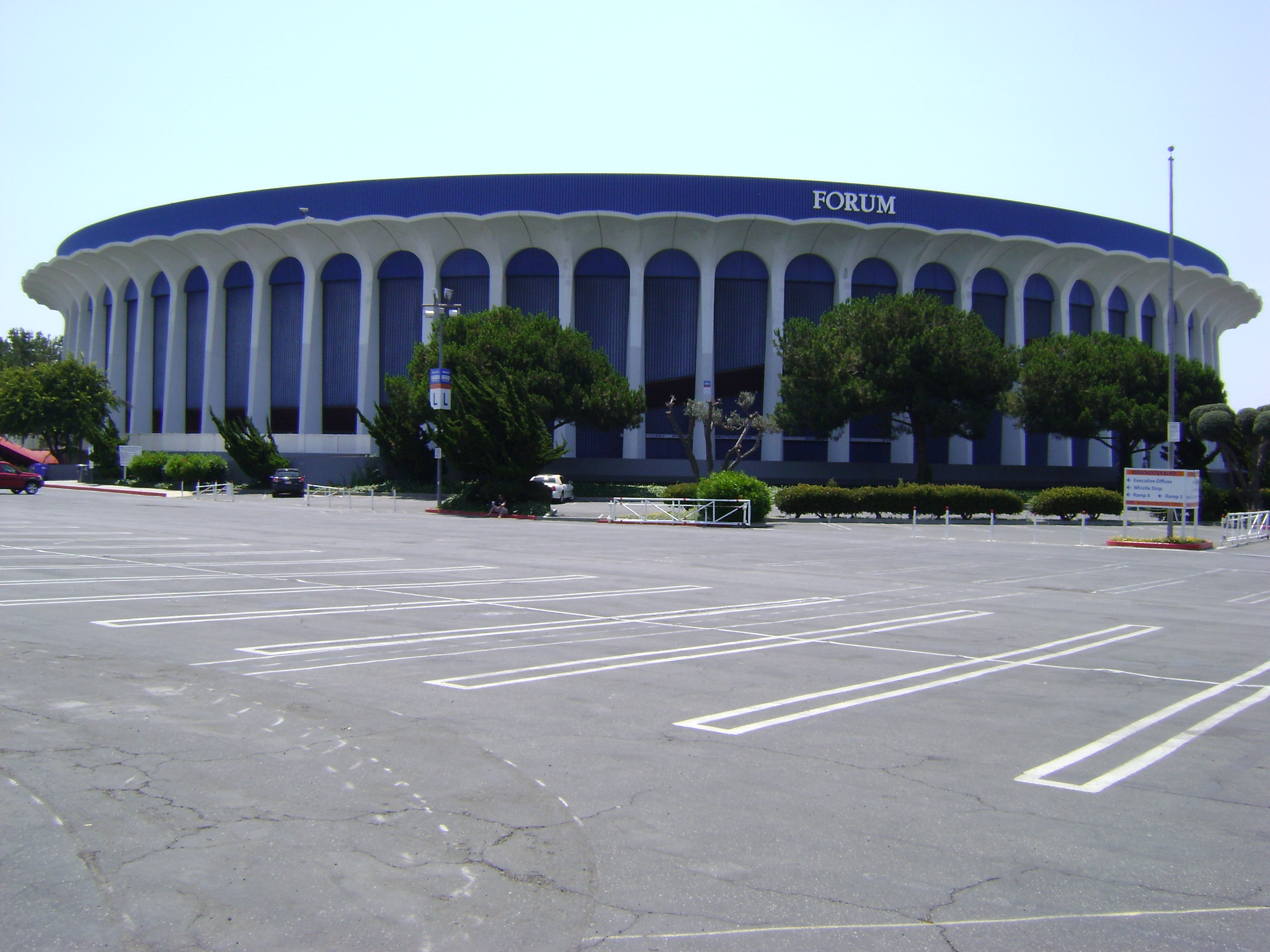
A Forum, 1967 és 1999 között a Lakers csarnoka
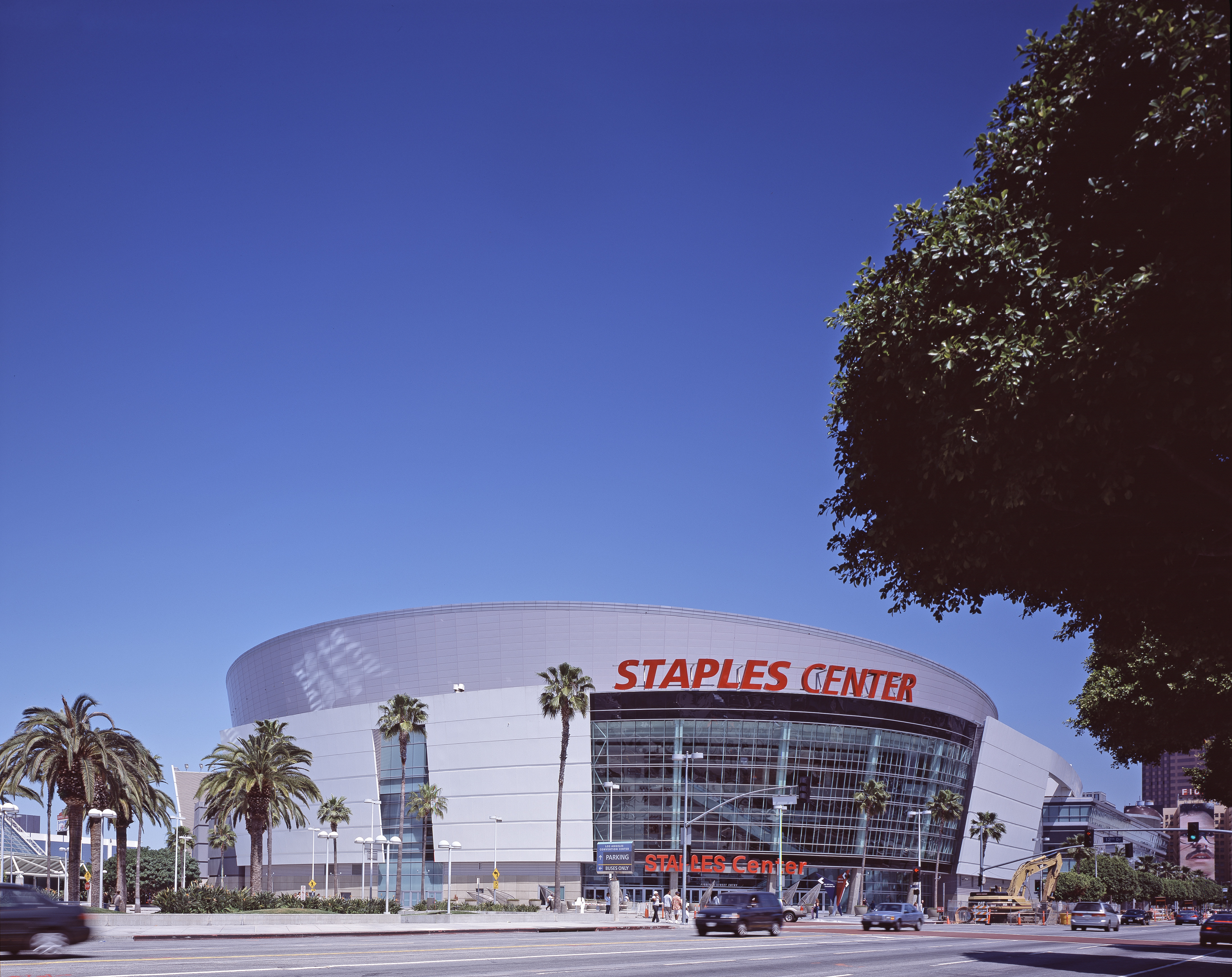
A Crypto.com Arena, a Lakers jelenlegi otthona

## Sztárok a pálya szélén
Hollywood közelsége és a Lakers sikerei mind-mind hozzájárulnak ahhoz, hogy ne csak a pályán, hanem a nézőtéren is számos híresség foglaljon helyet, mi több, az Egyesült Államokban presztízskérdés egy-egy rangos kosárlabda meccsen megjelenni.
Bár a Lakersnek nincs kifejezett kabalája, ám az Oscar-díjas Jack Nicholson szinte már annak számít, ugyanis minden hazai mérkőzésen jelen van, egész éves bérlettel rendelkezik, és a csapat vezetése rendszeresen felkéri őt a promóciós eseményeken való részvételre is.

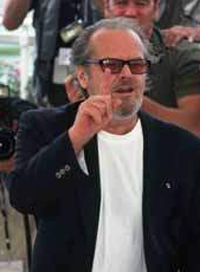
Jack Nicholson, a Lakers szurkolója

További híres Lakers-szurkolók:
- Will Smith
- David Beckham
- Dyan Cannon
- Flea (Michael Peter Balzary)
- Leonardo DiCaprio
- Andy García
- Arsenio Hall
- Phil Ivey
- Penny Marshall
- Denzel Washington
- Vanessa Hudgens
- Josh Hutcherson
- Kendra Wilkinson
- Hayden Panettiere
- Khloé Kardashian
- Ellen Pompeo
- Zac Efron
- Jay-Z
- Anthony Kiedis
- Emmanuelle Chirqui
- Snoop Dogg

## Játékosok

### Halhatatlanok csarnokának tagjai
A halhatatlanok csarnokába huszonkettő, korábban Lakers mezt viselő játékost választottak be, míg további négy edzőt és egy segédedzőt választottak be azok közül, akik a Lakers csapatát irányították.
A csapat egykori tulajdonosát 2010 áprilisában választották be a patinás szervezetbe.
- Jerry Buss, tulajdonos
- Phil Jackson, edző
- Tex Winter, segédedző
- Shaquille O'Neal, játékos
- Karl Malone, játékos
- Gary Payton, játékos
- Chick Hearn, tudósító
- Dennis Rodman, játékos
- Mitch Richmond, játékos
- Pat Riley, edző
- Magic Johnson, játékos
- James Worthy, játékos
- Kareem Abdul-Jabbar, játékos
- Jamaal Wilkes, játékos
- Bill Sharman, edző
- Bob McAdoo, játékos
- Adrian Dantley, játékos
- Gail Goodrich, játékos
- Connie Hawkins, játékos
- Jerry West, játékos
- Wilt Chamberlain, játékos
- Zelmo Beaty, játékos
- Spencer Haywood, játékos
- Vern Mikkelsen, játékos
- Clyde Lovellette, játékos
- Slater Martin, játékos
- John Kundla, edző
- Jim Pollard, játékos
- George Mikan, játékos

### Visszavonultatott mezek
- 6 – Bill Russell, C (Nem játszott)[a]
- 8 – Kobe Bryant, G (1996–2016)
- 13 – Wilt Chamberlain, C (1959–1973)
- 16 – Pau Gasol, C (2008–2014)[39]
- 22 – Elgin Baylor, F (1958–1971)
- 24 – Kobe Bryant, G (1996–2016)
- 25 – Gail Goodrich, G (1965–1979)
- 32 – Magic Johnson, G/F (1979–1996)
- 33 – Kareem Abdul-Jabbar, C (1969–1989)
- 34 – Shaquille O'Neal, C (1992–2011)
- 42 – James Worthy, F (1982–1995)
- 44 – Jerry West, G (1960–1974)
- 52 – Jamaal Wilkes, F (1974–1985)
- 99 – George Mikan, C (1947–1954, 1956)[40]
- mikrofon – Chick Hearn (1965–2001)

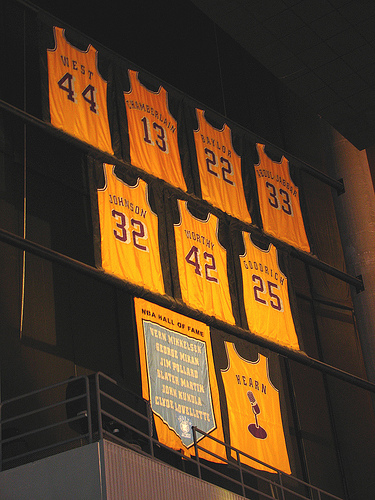
Visszavonultatott mezek a Lakers csarnokában
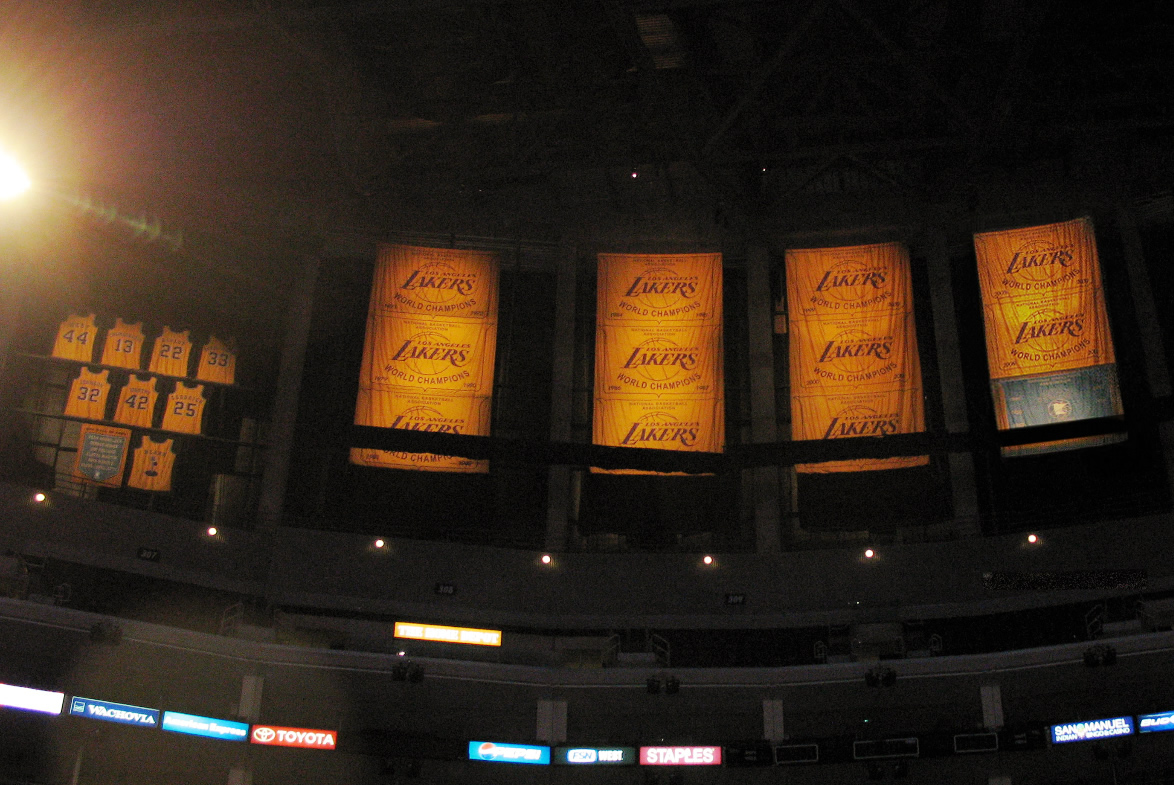
Visszavonultatott mezek és a bajnoki zászlók a Crypto.com Arenában.

### Alapszakasz MVP címek
Négy Lakers játékos kapta meg az alapszakasz legértékesebbjének járó (MVP) díjat, összesen nyolc alkalommal: Kareem Abdul-Jabbar és Magic Johnson 3-3 esetben, míg Shaquille O’Neal és Kobe Bryant egyszer-egyszer.

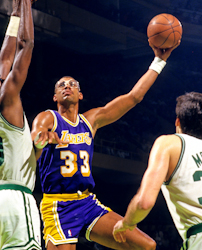
Kareem Abdul-Jabbar, a Showtime Lakers centere.
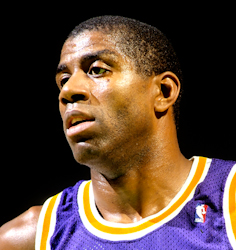
Magic Johnson, a Showtime Lakers irányítója.
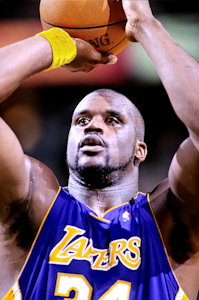
Shaquille O’Neal a kétezres évek domináns centere.
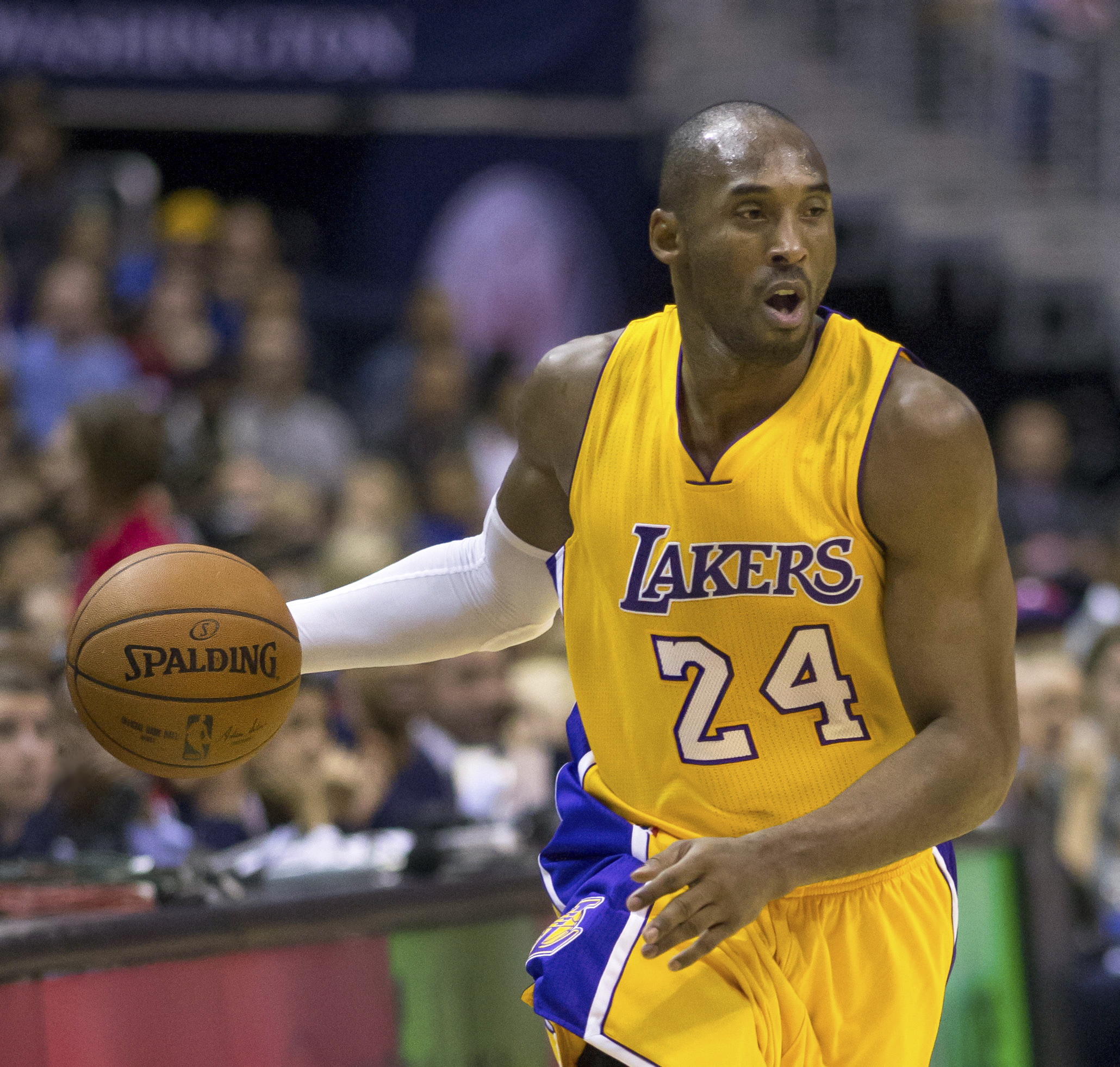
Kobe Bryant, a Lakers ikonja a kétezres években.

## Draftok
A Lakers történetében három játékost draftolhatott 1/1-esként.
Elgin Baylort 1958-ban, Magic Johnsont 1979-ben, valamint James Worthyt 1982-ben.
A Lakers története során két játékost lottósorsolás folyamán választhatott ki.
Eddie Jonest 1994-ben, tizedikként, míg Andrew Bynumot 2005-ben, ugyancsak tizedikként.
A következő jól ismert játékosokat is a Lakers az NBA-drafton választotta ki:
Jerry Westet és Gail Goodrichot a hatvanas években.
Michael Coopert és Norm Nixont a hetvenes években.
A. C. Greent és Vlade Divacot a nyolcvanas években.
Elden Campbell, Nick Van Exel, Derek Fisher és Devean George kiválasztása a 90-es években történt.
Luke Waltont, Sasha Vujačićot és Ronny Turiafot a 2000-es években választotta a Lakers. 2014-ben Julius Randlet az előkelő nyolcadik helyen, majd három egymást követő évben a második helyen választhatott az újoncok közül a csapat, 2015-ben D'Angelo Russelt, 2016-ban Brandon Ingramet és 2017-ben Lonzo Ballt választotta a Lakers.

## Vezetőedzők
A Lakers történetének 27 edzője volt.
Az alábbiakban a bajnoki címet és az év edzője címet elnyert edzők kerülnek bemutatásra:
John Kundla edzőként még a Minneapolis Lakers csapatának volt az edzője.
John Kundla tíz évig (1948 és 1958 között) volt a csapat edzője, ez idő alatt öt BAA/NBA bajnoki címet nyert a Lakers.
Bill Sharman 1971-től 1976-ig volt a Los Angeles Lakers edzője, az 1971-72-es szezonban az év edzőjévé választották, ahogy a csapat is bajnok lett ebben az esztendőben.
Paul Westhead 1979 és 1981 között Kareem Abdul-Jabbaral, illetve a fiatal Magic Johnsonal dolgozhatott együtt, ám az 1981-es bajnokság megnyerése után megvált edzői posztjától.
Pat Riley kilenc éven keresztül volt a Lakers vezetője, a csapat irányítása alatt összesen négyszer tudott diadalmaskodni a nyolcvanas években. Pat Rileyt az 1989-90-es szezonban az év edzőjévé választották.
Del Harris 1994 és 1999 között volt a Lakers edzője, akit az 1994-95-ös szezonban az év edzőjévé választottak.
Phil Jackson 1999-2000-es alapszakasztól összesen öt szezonon keresztül volt a csapat vezetőedzője, ez idő alatt 4 bajnoki döntőn vett részt és három bajnoki címet el is nyert a Lakers.
Phil Jackson a 2004-2005-ös szezon kihagyása után újra visszaült a Lakers kispadjára ahol a 2010-2011-es szezon végi visszavonulásáig három NBA döntőt és két bajnoki címet ünnepelhetett a Lakers.
Az arany-lila gárda edzője 2019-től Frank Vogel volt, akivel 2020-ban bajnok is lett az arany-lila gárda. Őt Darvin Ham és J. J. Redick követte.